# Rumpelstinski
Rumplstinski, splitski postpunk-novovalni-alternativni rock sastav.

## Povijest sastava
Osnovani su u Splitu, Hrvatska ljeta 1990. godine. Rumpelstinski je od osnutka u dva desetljeća promijenio niz postava. Snimli su više kvalitetnih demosnimaka koji su kružeći među fanovima dostigli kultni status, te održavši brojne koncerte. Sastav nije kontinuirano djelovao nego su postojale i višegodišnje praznine. Nikola Radman "Rumpelstinski" je tu uvijek ostao nazočan na splitskoj glazbenoj pozornici. Ime za sastav izabrali su tako što je Radman čitao knjigu Waltera Tevisa Čovjek koji je pao na zemlju u kojem se spominje čudni lik iz bajke braće Grimm koja se u izvorniku zove Rumpelstiltskin i to mu se ime svidielo, jer za glazbu koju su svirali bilo je dovoljno čudno i neobično. Prvi koncert imali su zime 1990./91. u ŠC Gripe. Bila je to jedna od brojnih gitarijada na kojima su sudjelovali. Snimali su u Aždaji improviziranom studiju na Manušu, Split, studiju Cipanici na Klisu Miše Limića iz grupe Stijene i dr. Prvi demo snimljen je 1989. godine. Producirali su ga Oliver Mandić i Saša Kesić. Stihove i glazbu napisao je Nikola Radman. 1991. snimili su album uživo u Plavoj kavi. Sadrži nastupe od 24. veljače i 19. travnja 1991. godine. Uz svoje skladbe, na albumu su coveri skladba Šarla akrobate, Iggyja Popa i Jimija Hendrixa. Zvuk Rumplstinskog podsjeća na Joy Division, EKV i Disciplinu kičme. Intervju im je izašap u fanzinu Zips and Chains Darija Adamića.Povodom Tribute koncerta splitskih glazbenika za Iana Curtisa (enJOY the VISION) održanog svibnja 1993. u Splitu u kinoteci Zlatnim vratima, za Nedjeljnu Dalmaciju člankesu napisali Sandro Pogutz i Zoran Franičević 24. svibnja 1993. godine; uz članak je fotografija pjevača i gitarista Rumplstinskog Nikole Radmana. Ostvarila se izvrsna atmosfera, došlo je toliko mnoštvo ljudi da su se te večeri i "zidovi znojili". Velikosrpska agresija osjećala se znatno silnije kad se pošlo malo dalje od Splita i Split je u usporedbi s mnogim drugim hrvatskima gradovima bio poput neke oaze gdje je krajem '91. sve stalo. Tim koncertom grad se probudio i osjetilo se da su ljudi željni takvih svirki bez obzira na rat i na sve gadarije koje su se zbivale već na 50km od Splita: ljudima je trebala ljubav, glazba, poznati splitski šušur i šarm kojeg su zamijenili rat i bezumlje, svakodnevna krvoprolića, odmazde, ubijanja, prljava politika sa svih strana, ratni profiteri itd. Ljeta 1993. skupina Splićana među kojima i član Rumpelstinskog otišli su u ruševni Dom mladeži i počeli ga čistiti od gomile smeća. Već koncem 1993. bi je prvi ST Art Squat, gdje je bila tribina s Tomom Gotovcem, prezentacija prve hrvatske rock enciklopedije, koncert bendova na kojem je svirao i Rumpelstinski, a poslije svirke bio je službeno techno party u Splitu. Iz Rumpelstinskog smatrajuda je tada udaren pravi kamen temeljac koji danas u Splitu imaju kroz niz kulturnih udruga, klub Kocku, Kino klub, Hram ,Multi medijalni centar itd. Vođa sastava otišao je u inozemstvo i vratio se odmah nakon rata. Skoro je mislio otići, vidjevši u kakvom je stanju grad ali je ostao i snimljen je uskoro novi demo 1997. godine. Pjevač Nikola Radman jedno je vrijeme bio u jednoj postavi Pips, Chips & Videoclipsa. Prosinca 2006. imali su svirku na manifestaciji Trideset godina punka. Rumpelstinski je zadnju svirku uživo imao 2012. godine. U svibanjskom broju iz 2015. časopisa Rolling Stone Hrvatska bio je članak Igora Mihovilovića o etiketi Guranje s litice s grafikom omota za Rumplstinski "Live Plava kava 1991".

## Diskografija

### Studijski albumi
- Prvi demo 1989.

- Drugi demo ?
- Treći demo 8. studenoga 1997.

### Albumi uživo
- Live Plava Kava 1991, Guranje s litice, 199.

## Članovi sastava
Na prvom demu su radili: bas – Goran Lekić - Leka, bubnjevi – Mirjan Jovanović - Tošo, gitara i pozadinski vokal - Nikola Radman, masteriranje Ivan Jakić, miksanje – Rumplstinski, snimke bubnjeva - – Oliver Mandić Oki, snimanje i miksanje – Saša Jimi Kesić, vokal – Neno Đorđević. Omot albuma dizajnirao je Igor Mihovilović. Snimke je 2013. remasterirao Kut sobe iz Zagreba i objavljene su kao datoteke u formatu mp3. Album je dostupan za skidanje s interneta.
Goran Lekić - Leko - bas (1990. – 1991.), Mirjan Jovanović Tošo - bubnjevi (1990. – 1995.), Nikola Radman - gitara, klavijature, vokal  (1990. – 1998., 2012.) ,Neno Đorđević - vokal (1990.), Nikola Luša - bubnjevi (1997. – 1998.) ,Ivan Pletikosić Pleta - bas (1994. – 1997.), Tarle (1996.) - bubnjevi, Tonči Radić - gitara, klavijature (1993. – 1995.), Rudolf Vučemilović - Rudi - bas (1997. – 1998.), Toni Silobrčić - bubnjevi (2012.), Sandro Miljuš - bas (2012.)

## Vanjske poveznice
- Rumplstinski na Bandcampu
- Rumplstinski na Discogsu
- RUMPELSTINSKI - tajne [live Zlatna Vrata travanj 1991], kanal Guranje s litice na YouTubeu
- Nastup Rumplstinskog na TV Marjanu 1996., kanal Guranje s litice na YouTubeu
- RUMPELSTINSKI - Šarena paleta zračnih atrakcija Live @ Zlatna Vrata Cinema April 1991, kanal 01aleph na YouTubeu
- Rumpelstinski - Listopad, kanal sindrom1975
- MojaRijeka.hr - Marko Pogačar: Jugoton gori, Intervj s piscem knjige Jugoton gori Markom Pogačarom u kojem Vava ( riječki glazbenik i gitarist ex-Laufera) i M. Pogačar pričaju o splitskoj sceni od 60ih pa do 90ih godina prošlog stoljeća i gdje se osvrću na ST scenu i rad Rumpelstinskog
- Vjeran Stojanac: Here are the Young Men: Tribute to Joy Division (Split, 18/05/1993.), KLFM, 17. svibnja 2017.
- Vjeran Stojanac: ZOO WEE – Electronic Music And Guitar Treatment  KLFM. 27. prosinca 2016.